# 불춤

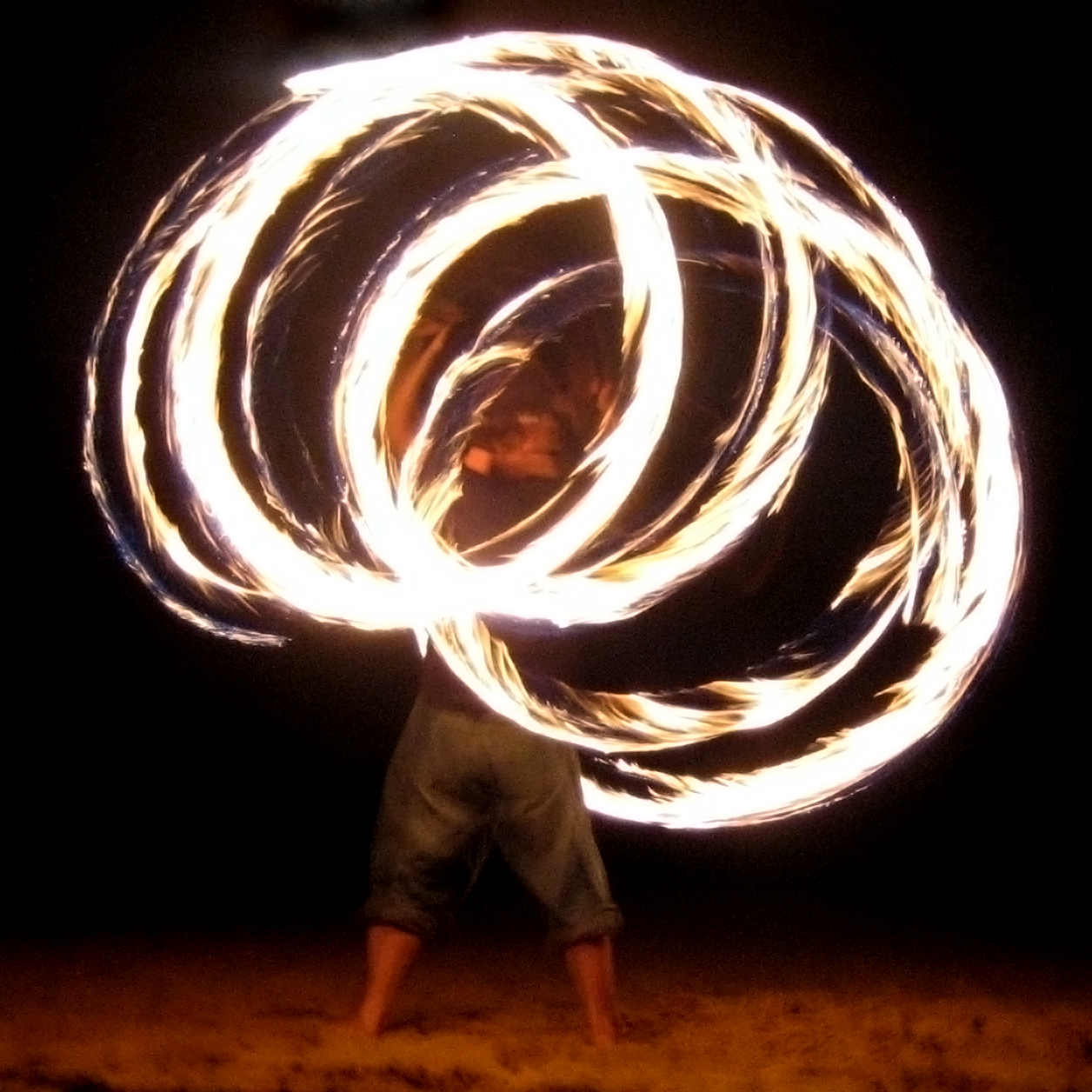

불춤은 불과 관련된 전통적·집단적인 단련이나 행위예술을 말한다. 불춤은 샤먼과 민속무용이 관련되어 있다고 여겨진다.

## 각 지역의 불춤
발리 섬의 불춤 '케치야'
군무이기는 하나 실은 춤이 아니다. 마을에 병자가 생기면 그 병자를 사원의 광장으로 날라다가 횃불을 피우고, 그 둘레를 마을의 젊은이들이 많이, 때로는 100명 또는 200명이 나체로 둘러앉아 '케치야 케치야'라고 외친다. 두 손을 높이 들고 점차 흥분상태가 되어 큰 물결이 파도치는 듯한 파동형의 군무로 된다. 밤에 야외에서 횃불에 떠오르는 적동색의 벌거숭이와 기괴한 절규는 정말로 악귀·악병을 물리치고도 남음이 있는 효과를 가진다.
이 행사는 전에는 샤먼에 의하여 행하여졌는데, 악마 제거의 풍습이었던 것이 마을 사람들의 손으로 넘어갔다. 관광적 색채가 짙어지면서 연출도 의식적으로 화려하게 되었다.
뉴브리튼 섬 바이닝족의 불춤
뉴브리튼 섬에 사는 바이닝족은 역시 정령을 숭배하는 토템신자들이다. 이들은 나무껍질로 만든 높은 원추형 모자를 쓰고 큰 입술의 가면을 쓰고 이들도 횃불 둘레를 춤을 추면서 돈다. 여자들은 지하의 악령을 쫓아버리는 몽둥이로 땅을 두들기면서 노래부르며 장단을 맞춘다. 자바에 '말 춤'이란 민속예능이 있는데 이것도 춤이라기보다는 제신(祭神)행사이다. 병은 악마의 소행이라고 믿고, 병자가 있으면 샤먼에 의하여 기도를 한다. 샤먼은 우선 향불을 피우고 기도하여 신의 뜻을 얻은 다음 그 향불을 공중으로 던진다. 그러면 그 방향에 있던 남자가 이번에는 신접(神接)한 자가 되어 쓰러지거나 등나무와 대나무로 엮은 채색한 말을 주면 남자는 신접한 상태로 말을 타고 미친 듯이 춤을 춘다. 이렇게 하여 병마를 물리친다. 또 별항에서 기술한 자바 발리의 그림자 인형극 '와얀'은 연기를 시작하기에 앞서 사제이자 연출가이기도 한 다란이 향을 피우는 관습도 샤머니즘의 표현이라고 보아 무방하다.
이 행사는 궁중무용으로 받아들여져 자바의 우아한 무용이 되었다.
유럽
유럽에서는 스위스의 '늇스라' '크로이제' 등이 이에 속하는 민속예능이라고 말할 수 있을 것이다. 이상은 두서너 가지 예를 든 데 지나지 않으나 민속예능 가운데에는 형태는 각기 다를지라도 많든 적든 샤머니즘적 발상과 그 요소가 발견된다.

## 같이 보기
- 화창